# Feketefejű pintypacsirta

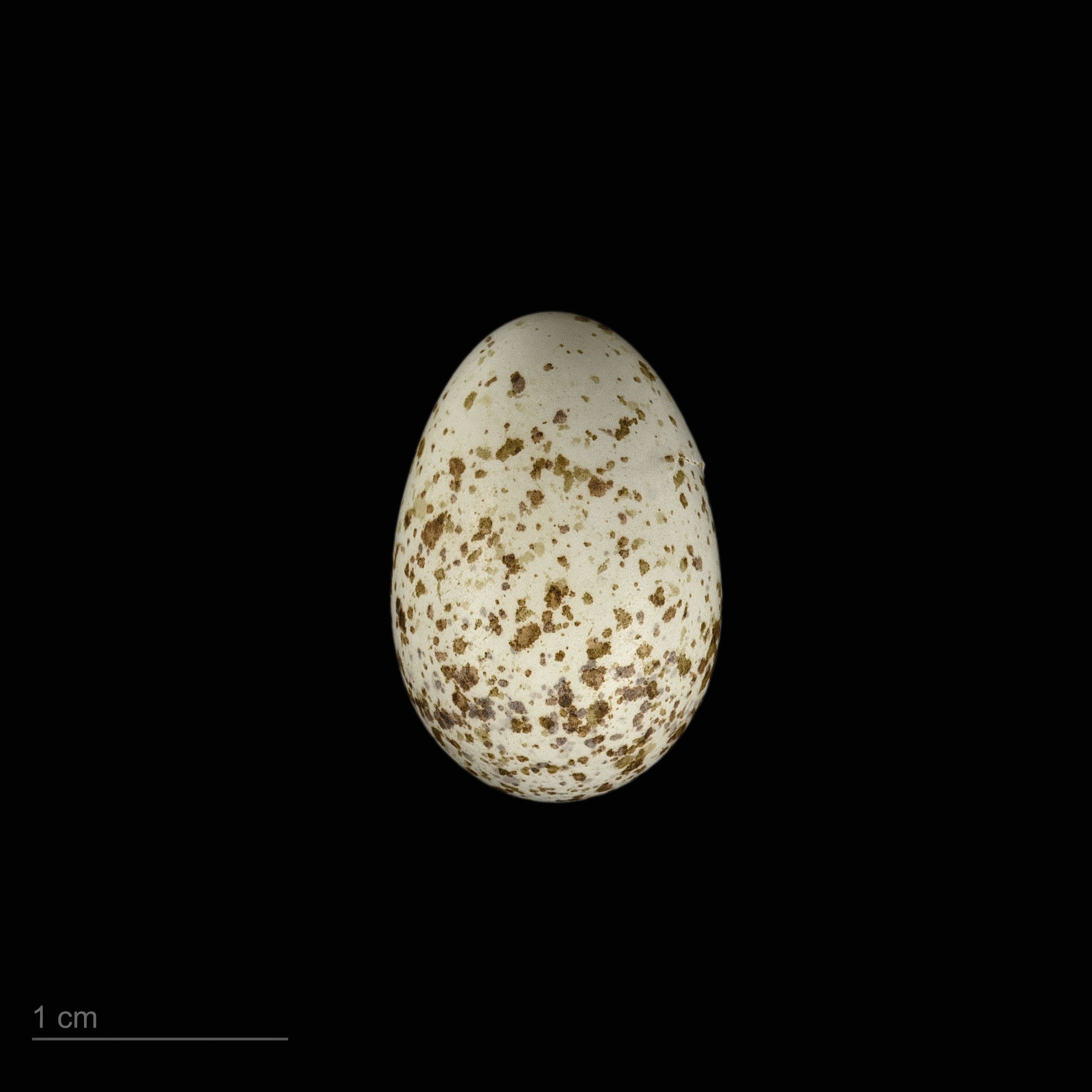
Eremopterix nigriceps nigriceps

A feketefejű pintypacsirta vagy fehérhomlokú verébpacsirta (Eremopterix nigriceps) a madarak (Aves) osztályába verébalakúak (Passeriformes) rendjébe, ezen belül a pacsirtafélék (Alaudidae) családjába tartozó faj.

## Rendszerezése
A fajt John Gould angol ornitológus írta le 1839-ben, a Pyrrhalauda nembe Pyrrhalauda nigriceps néven.

## Alfajok
- E. n. nigriceps (Gould, 1839) – Zöld-foki Köztársaság;
- E. n. albifrons (Sundevall, 1850) – Mauritániától és Szenegáltól nyugat-Szudánig;
- E. n. melanauchen (Cabanis, 1851) – kelet-Szudántól, Irakig;
- E. n. affinis (Blyth, 1867) – délkelet-Irántól északnyugat-Indiáig.

## Előfordulása
Afrikában az Egyenlítőtől északra eső, az Arab-félsziget, valamint Irak, Irán, Pakisztán és India területén honos. Természetes élőhelyei a szubtrópusi és trópusi szavannák.

## Megjelenése
Testhossza 11 centiméter, testtömege 12–16 gramm.
|  |

## Életmódja
Magokkal, rovarokkal és más gerinctelenekkel táplálkozik. Leggyakrabban az esős évszakban költ.

## Természetvédelmi helyzete
Az elterjedési területe rendkívül nagy, egyedszáma pedig növekvő. A Természetvédelmi Világszövetség Vörös listáján nem fenyegetett fajként szerepel.